# Brainards, New Jersey
Brainards, New Jersey (енгл. Brainards) насељено је место без административног статуса у америчкој савезној држави Њу Џерзи.

## Демографија
По попису из 2010. године број становника је 202.
| Група             | 2000.    | 2010.       |
| Белци             | 0 (0,0%) | 190 (94,1%) |
| Афроамериканци    | 0 (0,0%) | 6 (3,0%)    |
| Азијати           | 0 (0,0%) | 1 (0,5%)    |
| Хиспаноамериканци | 0 (0,0%) | 5 (2,5%)    |
| Укупно            | 0        | 202         |